# ヴァーティカル
ヴァーティカル（Vertical）は、講談社USAの日本の小説と漫画のインプリント。2001年にヒロキ・サカイによって設立され、2011年2月に講談社（46.7％）と大日本印刷（46.0％）に買収された
。この会社は、2020年に講談社USAに統合された。